# Franciszek Woliński
Franciszek Woliński pseud. Franek (ur. 3 grudnia 1915 lub w 1918 w Przypisówce, zm. 5 stycznia 1947 w Inowrocławiu) – działacz Komunistycznej Partii Polski, dowódca oddziału partyzanckiego Gwardii Ludowej, następnie dowódca 4 Okręgu Armii Ludowej.

## Biografia
Syn Michała, w okresie międzywojennym był działaczem KPP, kilkakrotnie więziony za działalność komunistyczną. We wrześniu 1939 znalazł się na terenach zajętych przez ZSRR. Po ataku Niemiec na ZSRR w 1941 wstąpił do partyzantki radzieckiej. W końcu 1941 roku wrócił na Lubelszczyznę, gdzie po skontaktowaniu się z dawnymi towarzyszami rozpoczął działalność konspiracyjną. Wspólnie z Janem Wójtowiczem ps. "Maciek" i Leonem Marzetą ps. "Leszek", rozpoczął organizowanie polsko-sowieckiego oddziału partyzanckiego. Wiosną 1942 dowodzony przez "Franka" oddział wszedł w skład GL. Działał przeważnie w powiatach: lubartowskim, radzyńskim, włodawskim i lubelskim i był na tych terenach najaktywniejszy. 21 marca 1943 spowodował wykolejenie pociągu pod Motyczem, na linii Lublin-Dęblin; kilka wagonów, w których znajdowali się niemieccy pasażerowie, uległo zniszczeniu. 15 kwietnia zniszczył urząd gminny w Firleju. Również w kwietniu 1943 pod dowództwem Wolińskiego czterech partyzantów stoczyło pod Łęczną potyczkę z oddziałem żandarmerii; Woliński został wówczas ciężko ranny i przez 2 miesiące jego oddziałem dowodził Wójtowicz.
5 października 1943 Woliński został awansowany na porucznika, a w grudniu tego roku odznaczony Orderem Krzyża Grunwaldu III klasy. 4 lutego 1944 został dowódcą 4 Okręgu AL, a sześć dni później awansowany na kapitana.
13 stycznia 1944 oddział "Franka" wykoleił pociąg towarowy na linii Dęblin-Puławy, niszcząc 7 wagonów i zabijając dwóch hitlerowców z obsługi. 23 stycznia oddział zajął Ostrów Lubelski; partyzanci zniszczyli pocztę, urząd gminny i ostrzelali posterunek żandarmerii, po czym wycofali się bez strat. W nocy z 7 na 8 marca oddział "Franka" uderzył na niemiecki oddział pacyfikacyjny kwaterujący we wsi Jamy; zginęło kilkudziesięciu hitlerowców i 1 partyzant. W walce tej uczestniczyli m.in. Mieczysław Moczar, Kazimierz Sidor, Jan Wójtowicz i Mikołaj Meluch. W odwecie za tę akcję Niemcy spacyfikowali Jamy, mordując 152 mieszkańców. 14 maja 1944 walczył pod Rąblowem.
Po lipcu 1944 kpt. Woliński pracował w Milicji Obywatelskiej na terenie województwa pomorskiego. W 1946 przeszedł na emeryturę z powodu gruźlicy. Zmarł w 1947.
Franciszek Woliński spoczywa na Cmentarzu Zwiastowania NMP w Inowrocławiu, miał żonę i dzieci.
Gustaw Alef-Bolkowiak w swoich wspomnieniach pt. Gorące dni stwierdził, że Franek mimo swojej wprost szaleńczej odwadze i dzielności, której zawdzięczał szacunek Bolkowiaka i innych partyzantów, raził go i denerwował swoim arbitralnym sposobem traktowania z góry współpracowników.

## Odznaczenia
- Order Krzyża Grunwaldu III klasy – 25 grudnia 1943 (jedno z pierwszych nadań)

## Awanse[6]
- sierżant – 15 lipca 1943 (po wprowadzeniu stopni wojskowych)
- porucznik – 5 października 1943
- kapitan – 10 lutego 1944